# John McDougal

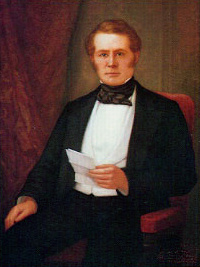
John McDougal

John McDougal (* 1818 im Ross County, Ohio; † 30. März 1866 in San Francisco, Kalifornien; auch John McDougall) war der erste Vizegouverneur und zweite Gouverneur des Bundesstaates Kalifornien.

## Einstieg in die Politik
Über die Zeit vor seiner Einreise nach Kalifornien ist wenig bekannt. McDougal war einer der Glücksritter, die es 1848 auf der Suche nach Gold nach Kalifornien verschlug. Schon bald nach seiner Ankunft beteiligte er sich aktiv am politischen Geschehen seiner neuen Heimat. 1849 war er einer der Unterzeichner der kalifornischen Verfassung. Auf dem folgenden Wahlkonvent wurde er zum Kandidaten für das Amt des Vizegouverneurs nominiert. Nach gewonnener Wahl wurden er und der neue Gouverneur Peter Burnett im Dezember 1849 in ihre jeweiligen Ämter eingeführt.

## Gouverneur von Kalifornien
Gouverneur Burnett musste bereits am 9. Januar 1851 nach etwas mehr als einem Jahr unter dem politischen Druck der Presse und des Staatsrepräsentantenhauses zurücktreten und McDougal rückte entsprechend der Staatsverfassung zum Gouverneur auf. Allerdings zeigte sich nun, dass ihm jede praktische politische Erfahrung fehlte. Eine seiner ersten Amtshandlungen war die Verlegung der Hauptstadt von San José in das 40 Meilen nördlich gelegene Vallejo. Noch im Januar 1851 kam es zu einem Aufstand der einheimischen Indianer. McDougal stellte eine 200 Mann starke Miliz auf. Dieses sogenannte Mariposa Battalion blieb erwartungsgemäß siegreich, allerdings gab es 42 Tote. In diesem Zusammenhang wurde das Gebiet des späteren Yosemite-Nationalparks entdeckt.
In Bezug auf die Indianer und Afroamerikaner setzte der Gouverneur die rassistische Politik seines Vorgängers fort. Allerdings unterstützte er die Einwanderungswelle aus China. Die Chinesen sollten den Arbeitskräftemangel im Land beheben und außerdem unbesiedeltes Land bevölkern. Zu Beginn seiner Amtszeit war er in seinem Staat relativ beliebt. Aber schon bald zeigten sich einige Risse im Verhältnis zu seinem politischen Umfeld. Streitereien um Kleinigkeiten, eine um sich greifende Bürokratie und ein zunehmend aufkommendes Alkoholproblem führten zu einem konstanten politischen Abstieg. Außerdem hatte er die Angewohnheit, zu viele Proklamationen zu veröffentlichen, die alle mit „Ich, John McDougall...“ begannen. Damit machte er sich zum Gespött seiner Landsleute, die ihn bald nur noch „I, John“ (Ich, John) nannten.

## Lebensabend und Tod
Als es Ende 1851 um seine Wiederwahl ging, lehnte es die Demokratische Partei ab, ihn erneut für das Amt des Gouverneurs zu nominieren. Seine Amtszeit lief Anfang Januar 1852 aus. Damals war die Legislaturperiode eines Gouverneurs in Kalifornien auf zwei Jahre begrenzt, was erst in den 1860er Jahren geändert wurde. Da er erst in der Mitte der Legislaturperiode für seinen zurückgetretenen Vorgänger ins Amt kam, war seine tatsächliche Amtszeit mit knapp einem Jahr entsprechend kürzer. Nach 1852 verschwand er mehr und mehr aus dem Rampenlicht und kandidierte für kein weiteres öffentliches Amt mehr. Er verfiel in Depressionen und dem Alkohol. Einigen Angaben zufolge soll er mehrfach versucht haben, Selbstmord zu begehen. Schließlich starb er am 30. März 1866 in San Francisco im Alter von 48 Jahren.